# 小南海石窟
36°02′21″N 114°06′23″E / 36.03917°N 114.10639°E
小南海石窟位于中国河南省安阳市安阳县善应镇善应村龟盖山南麓，因南临山泉小南海而得名，又称灵山寺石窟，距灵泉寺石窟仅一山之隔。1963年被列为河南省文物保护单位，2001年被列为第五批全国重点文物保护单位。
小南海石窟现存洞窟三座，开凿于北齐天保年间，其风格与河北邯郸响堂山石窟相似。西窟坐东朝西，高1.76米，宽1.36米，进深1.76米。中窟坐北朝南，高1.78米，宽1.19米，进深1.34米。东窟原位于中窟东约500米处，1999年搬迁至中窟东侧8米处，高1.79米，宽1.3米，进深1.2米。